# Municipio de Deerfield (Misuri)
El municipio de Deerfield (en inglés: Deerfield Township) es un municipio ubicado en el condado de Vernon en el estado estadounidense de Misuri. En el año 2010 tenía una población de 911 habitantes y una densidad poblacional de 9,85 personas por km².

## Geografía
El municipio de Deerfield se encuentra ubicado en las coordenadas 37°48′31″N 94°27′22″O / 37.80861, -94.45611. Según la Oficina del Censo de los Estados Unidos, el municipio tiene una superficie total de 92.45 km², de la cual 91,79 km² corresponden a tierra firme y (0,71 %) 0,66 km² es agua.

## Demografía
Según el censo de 2010, había 911 personas residiendo en el municipio de Deerfield. La densidad de población era de 9,85 hab./km². De los 911 habitantes, el municipio de Deerfield estaba compuesto por el 95,94 % blancos, el 0,77 % eran amerindios, el 0,33 % eran asiáticos, el 0,44 % eran de otras razas y el 2,52 % eran de una mezcla de razas. Del total de la población el 0,88 % eran hispanos o latinos de cualquier raza.